# Хари Селдон
Хари Селдон (енгл. Hari Seldon) је измишљени лик који се појављује у роману Задужбина писца Ајзака Асимова. У својству професора математике на Универзитету Стрилинг на планети Трантор, Селдон је развио науку психоисторију, која му је омогућила да предвиди будућност у пробабилистичком смислу. Његово суморно предвиђање неизбежног пада Галактичког Царства му је донело надимак „Гавран“ Селдон.
У првих пет књига серије Задужбина, Хари Селдон се само једном појавио уживо, у првом поглављу прве књиге. У другим навратима се појављивао путем унапред снимљених порука везаних за Селдонове кризе. Након што је написао пет књига у хронолошком редоследу, Асимов је написао две књиге које претходе првобитној серији како би боље описао догађаје који су довели до оснивања Задужбине. Два романа — Прелудијум за Задужбину и Према Задужбини — описују његов живот значајним нивоом детаља. Селдон је такође централни лик друге задужбинске трилогије написане након смрти Асимова (Страх Задужбине Грегорија Бенфорда, Задужбина и хаос Грега Бера и Тријумф Задужбине Дејвида Брина), који се дешавају након Асимовљева два прелудијума.